# 서울북부고속도로
서울북부고속도로 주식회사(―北部高速道路 株式會社)는 중소기업은행 자회사로 세종포천고속도로의 남구리 나들목 ~ 신북 나들목 구간과 수도권제2순환고속도로의 소흘 분기점 ~ 양주 나들목 구간을 건설하고 휴게소와 같은 제반시설을 관리·운영하게 될 대한민국의 기업이다. 2017년 6월 30일부터 세종포천고속도로의 남구리 나들목 ~ 신북 나들목 구간, 수도권제2순환고속도로의 소흘 분기점 ~ 양주 나들목 구간을 30년간 관리운영한다.

## 주요 연혁
- 2007년 10월 31일: 회사 설립
- 2012년 6월 30일: 세종포천고속도로 남구리 나들목 ~ 신북 나들목(구리포천고속도로) / 소흘 분기점 ~ 양주 나들목  구간 착공
- 2017년 6월 30일: 세종포천고속도로 남구리 나들목 ~ 신북 나들목(구리포천고속도로) / 소흘 분기점 ~ 양주 나들목 구간 준공 및 개통

## 같이 보기
- 세종포천고속도로